# Głowica (heraldyka)

W tarczy złotej, głowica czerwona

Głowica (fr. chef, ros., ukr. gława, ang. chief, niem. Schildhaupt) – heraldyczna figura zaszczytna powstała przez zastosowanie cięcia linią poziomą (w pas) w górnej partii tarczy herbowej. Głowica ma wysokość nie większą niż 1/3 wysokości tarczy herbowej. 
Głowica może zostać podparta lub pokryta inna figurą np. listwą. Głowica może powstać poprzez zastosowanie cięcia różnymi liniami. Przykład: głowica cięta (np. blankami, falami, gontem, jodełką, karbowanym gontem). Od podstawowej wersji głowicy wywodzą się także inne warianty (głowica prawoskośna, lewoskośna i głowica w klin), powstałe przez zastosowanie cięć głowicy wyprowadzonych z odpowiednich górnych narożników tarczy.
Blazonując herb, głowicę opisuje się w następnej kolejności, po opisaniu zasadniczej części tarczy. Określenia w głowicy używa się również przy opisie herbu, dla umiejscowienia drobnych godeł umieszczonych w tym miejscu tarczy niedzielonej.
W głowicy umieszczane są często udostojnienia herbu lub oznaki przynależności korporacyjnej, np. zakonnej. W heraldyce włoskiej w głowicy umieszczano od średniowiecza oznaki przynależności politycznej do jednej frakcji politycznych, gibelinów (wł. Capo dell`Imperio) i gwelfów (wł. Capo d`Angio). Heraldyka napoleońska w głowicy umieszczała oznaczenia rangi książąt cesarstwa.
W polskiej heraldyce stosunkowo rzadko występująca, głównie w herbach obcego pochodzenia, lub późnych nobilitacjach.

## Literatura
- Paweł Dudziński: Alfabet heraldyczny, Bertelsmann Publishing, Warszawa 1997, ISBN 83-7129-476-X
- Słownik blazonu polskiego. novaheraldia.net. [zarchiwizowane z tego adresu (2010-08-08)].